# Lüneburger Heide

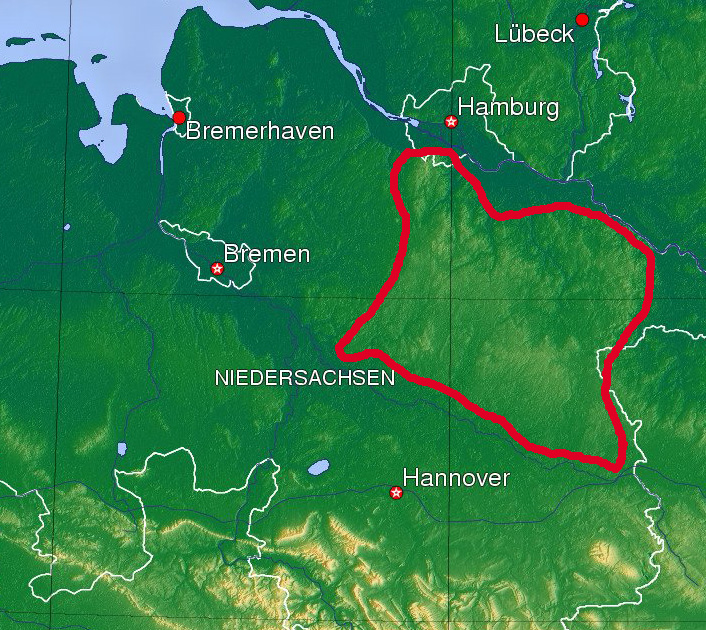
De locatie van de Lüneburger Heide

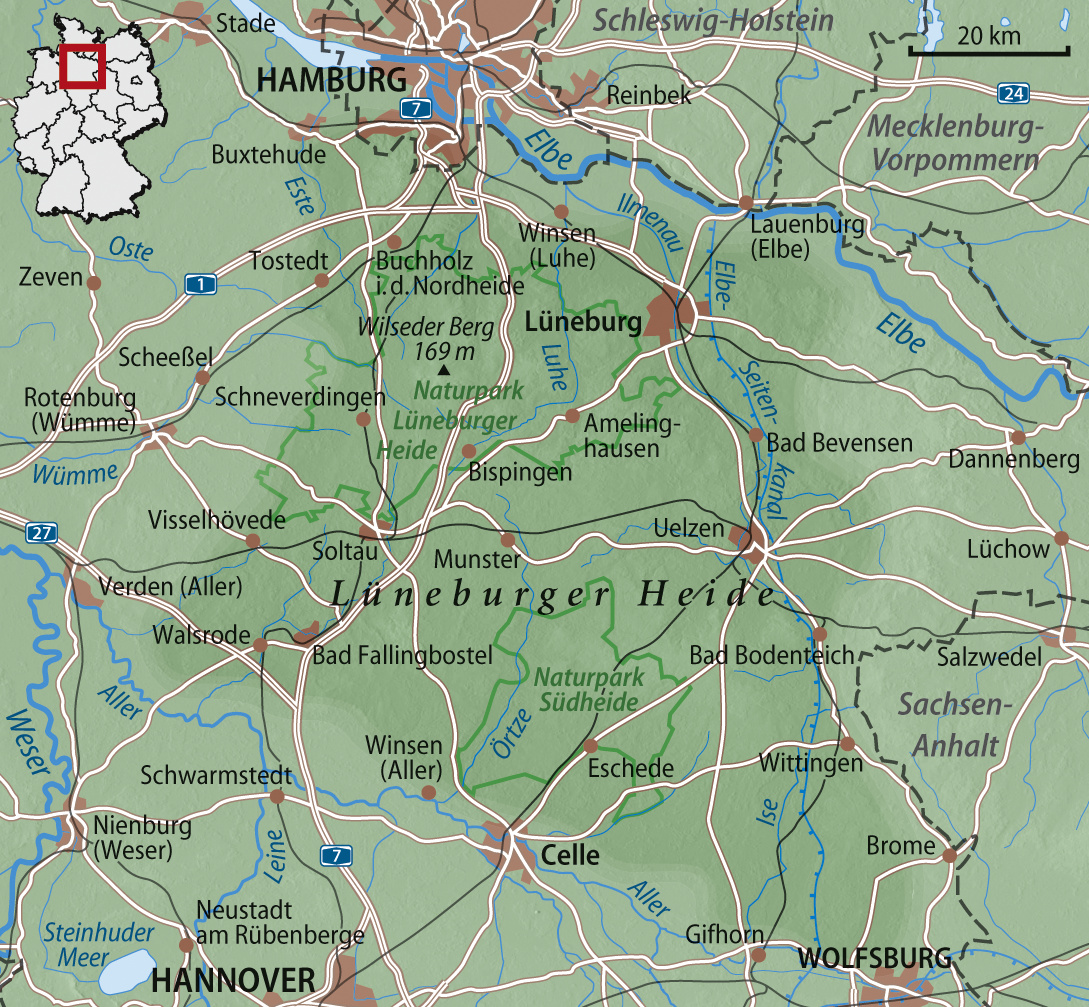
Kaart van de Lüneburger Heide

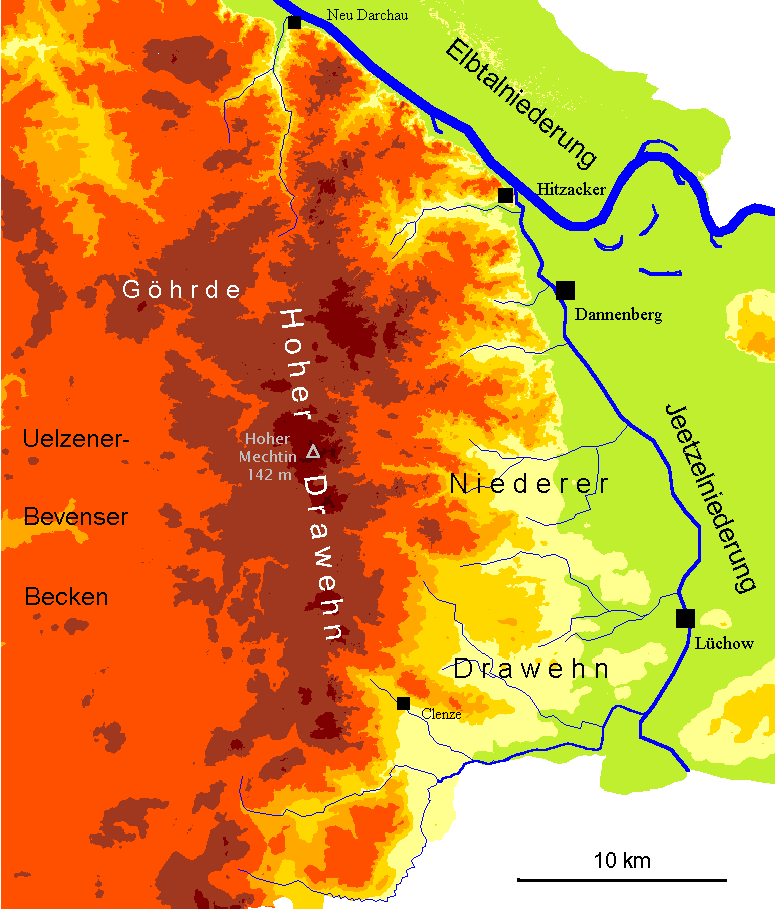
Kaart van de Drawehn

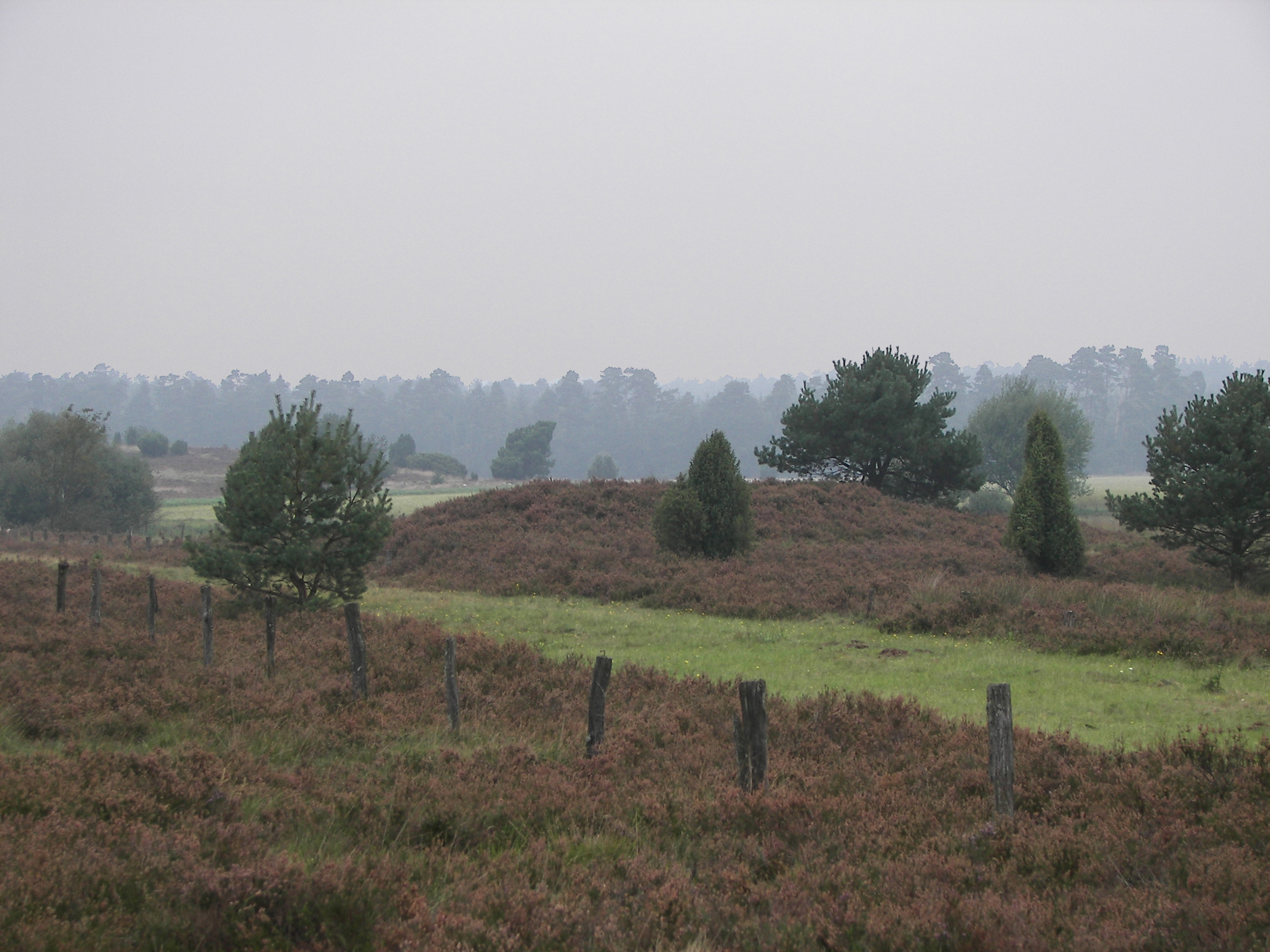
De Lüneburger Heide, met grafheuvel, bij Tütsberg

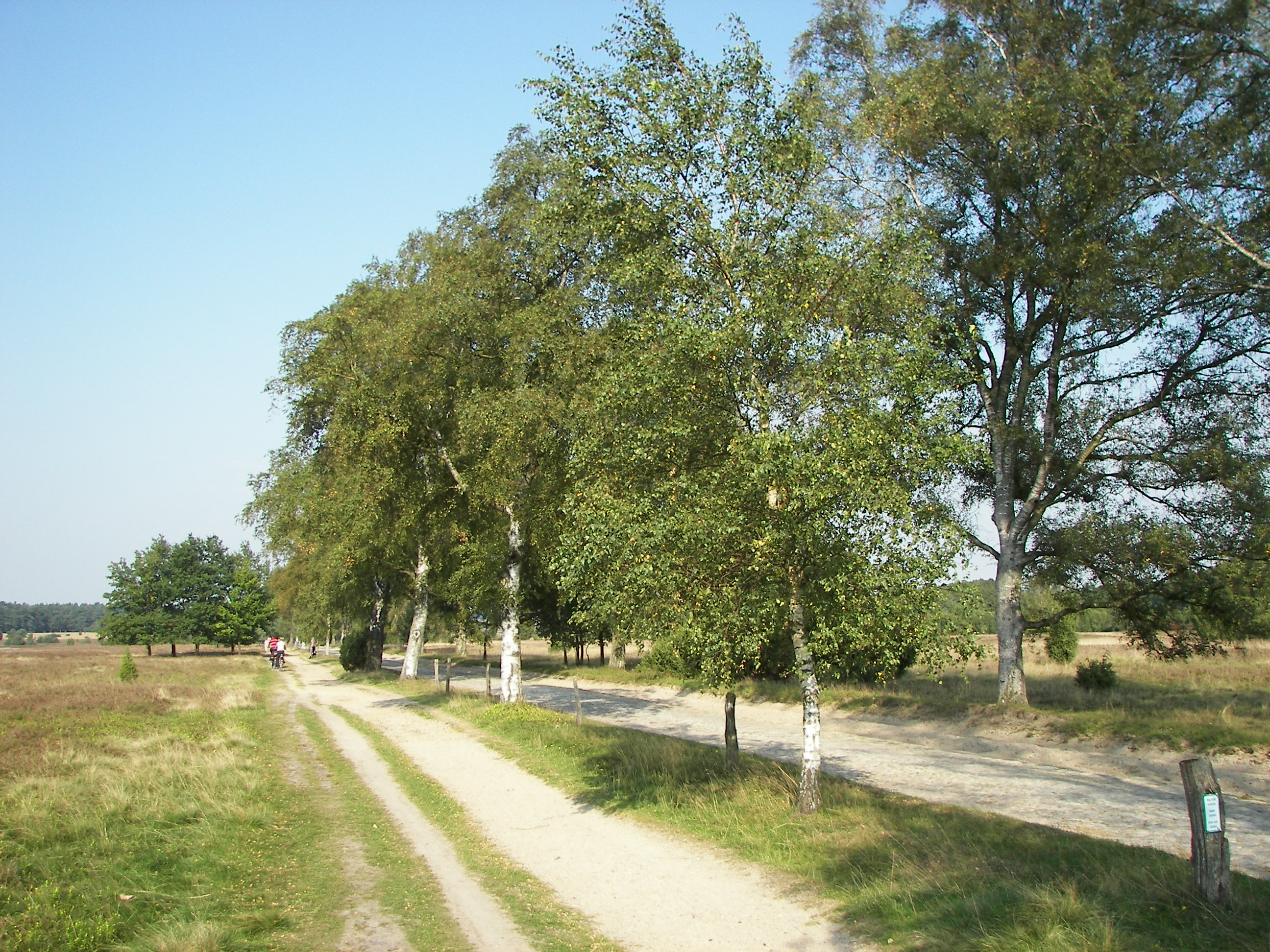
De Lüneburger Heide tussen Wilsede en Undeloh

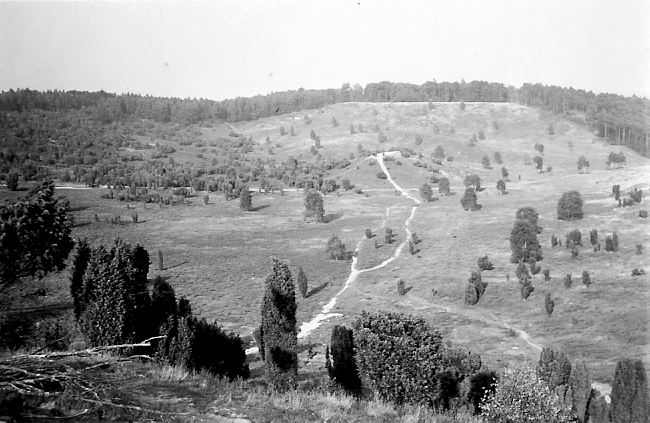
De Lüneburger Heide in 1960

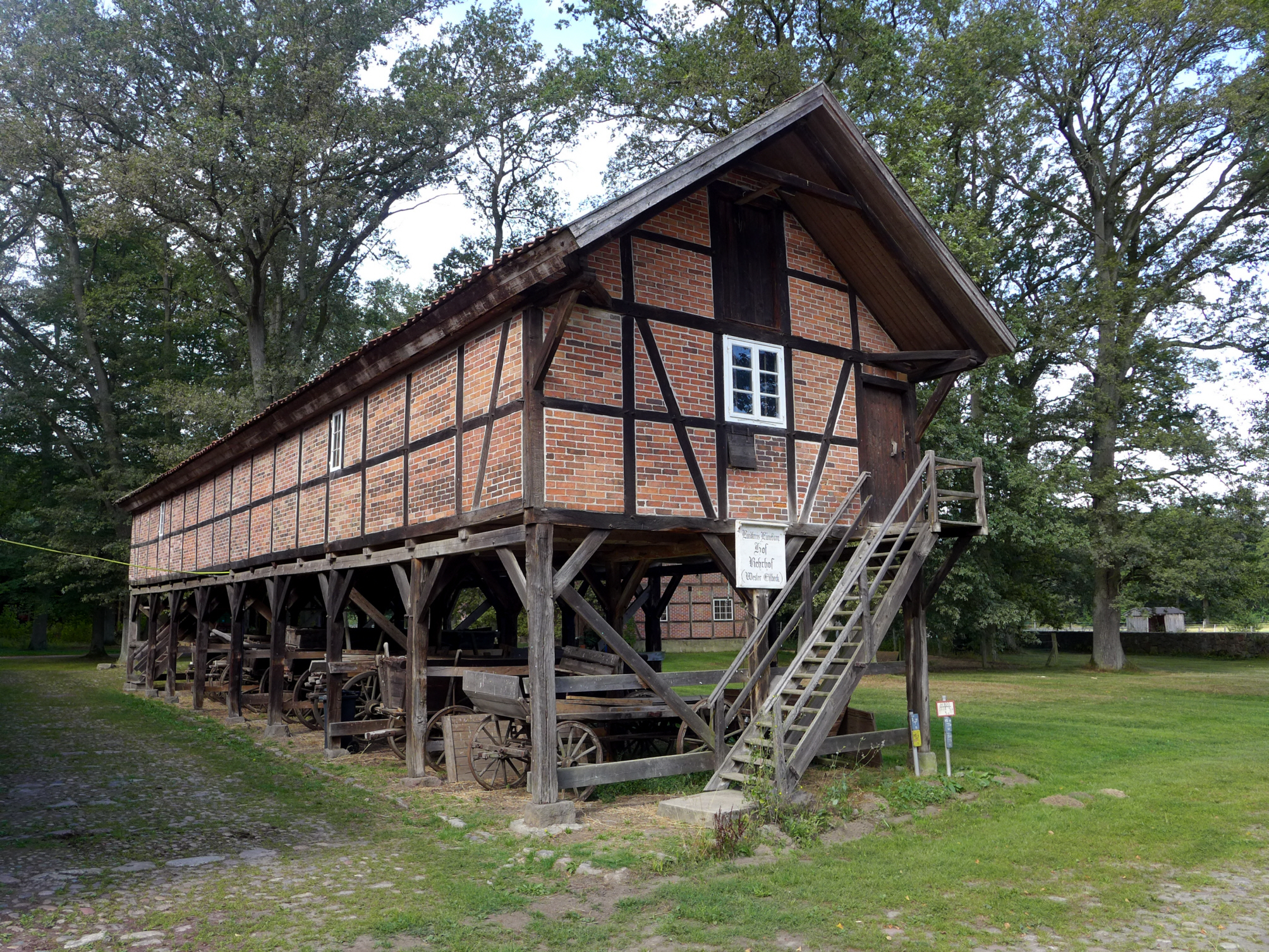
Trapspieker in Rehlingen

De Lüneburger Heide is een groot heide- en boslandschap in het noordoosten van Nedersaksen, gelegen in de stedendriehoek Hamburg – Wolfsburg – Hannover.

## Ligging
De Lüneburger Heide strekt zich uit over meerdere Landkreise (districten), onder andere Celle, Gifhorn, Heidekreis, Uelzen, Lüneburg, Lüchow-Dannenberg, het zuidoostelijk deel van Rotenburg (Wümme) (Visselhövede, Fintel en delen van de gemeenten Scheeßel en Bothel) en Harburg. Aan de noordoostzijde daalt het gebied met een hoogteverschil van soms meer dan 100 m steil af naar het dal van de Elbe. Het dal van de Jeetzel in de landstreek Drawehn, in de Landkreis Lüchow-Dannenberg, wordt als de oostelijke afsluiting van de Lüneburger Heide  beschouwd; de naam van deze landstreek is afkomstig uit een Slavische taal en betekent ongeveer: bosrijke streek. Ook het bij de Drawehn gelegen bos Göhrde heeft een naam van Slavische oorsprong.

## Ontstaan en geschiedenis
De Lüneburger Heide is, grofweg ca. 230.000  tot 130.000 jaar geleden, ontstaan ten tijde van de Saale-ijstijd. De meeste heuvels zijn als eindmorenes tijdens die ijstijd gevormd. Aan de zuidkant van het gebied ontstonden zogenaamde sandr- of spoelzandvlaktes. Evenals in Nederland de Veluwe, welk gebied veel gelijkenis vertoont met de Lüneburger Heide, is dit  (van oorsprong met gemengd bos bedekte) gebied vanaf de Jonge Steentijd tot en met de 19e eeuw stelselmatig door herders voor de exploitatie van hun schaapskuddes gebruikt. In het min of meer legendarische deel van de geschiedschrijving van de Longobarden is sprake van een landstreek Golaida of Golanda, waar de Longobarden in de 3e of 4e eeuw gewoond zouden hebben. Wellicht is dit Golanda als de Lüneburger Heide te identificeren. Tussen ca. 500 en 1000 na Chr. was het gebied nagenoeg ongebruikt en trad tijdelijk herstel van de bosvegetatie op. De ondergrond van de vegetatie bestaat uit arme zandgrond, die zonder bemesting ongeschikt was voor akkerbouw. En evenals op de Veluwe wordt het heidelandschap met zijn karakteristieke jeneverbesstruiken door de beweiding met Heidschnucken-schapen juist in stand gehouden.  De steile hellingen aan de rand van het gebied bleven bebost; hoewel de hellingen vaak werden kaalgekapt, bestond er regelmatig een heraanplant van naaldbomen (vooral dennenbomen) als productiebos. In sommige Duitse geschiedenisboeken wordt beweerd dat de vraag naar brandhout voor de zoutwinning in de stad Lüneburg de hoofdoorzaak van de ontbossing van het heidegebied zou zijn, maar dat wordt tegenwoordig als onjuist beschouwd. Het meeste brandhout werd per schip van elders aangevoerd.
Ook was er sprake van zgn. Hudewälder, niet dichtbegroeide bossen, waarin men vee losliet en liet grazen, en die zo het gebrek aan weiland opvingen. Wanneer er voldoende heide groeide, kon men ook de imkerij gaan bedrijven. Nog steeds is er op de Lüneburger Heide sprake van een aanzienlijke productie van heidehoning. Vanaf de 9e eeuw was er sprake van enige bevolkingstoename. Ook werden er enige kloosters gebouwd aan de rand van de heide. De dorpen bleven echter klein. Er was sprake van gemeenschappelijk bezit van de heide (Duits: Allmende); dit systeem werd pas in 1831 afgeschaft door het Koninkrijk Hannover. Veel boeren verkochten hun marke-aandeel aan een klooster of aan de overheid en kregen hierdoor wat geld. Het zo verkregen terrein werd met  snelgroeiende dennen bebost ten behoeve van  de  hout- en papierverwerkende industrie. In het eerste decennium van de 20e eeuw kwam, als protest tegen de geplande aanplant van meer naaldbos en tegen woningbouwplannen, de natuurbescherming op. In 1921 werd voor het eerst een gedeelte van het gebied onder natuurbescherming geplaatst, en wel onder de vleugels van de in 1909 opgerichte VNP (Verein Naturschutzpark). Dat is een Duitse tegenhanger van de Vereniging Natuurmonumenten in Nederland, die een groot deel van het gebied tot op de huidige dag beheert. Vanaf het eind van de Eerste Wereldoorlog tot  1994 was een gedeelte van de heide in gebruik als militair oefenterrein. Dit verstoorde het landschap weliswaar door onder andere het veelvuldig rijden met pantservoertuigen en tanks (er ontstonden enige kale zandvlaktes door)  en door de schietoefeningen, maar dat had als voordeel dat verder niemand het gebied mocht betreden en dus verstoren. De Hamburgse zakenman Alfred Toepfer was van 1953-1986 voorzitter van de Verein Naturschutzpark. Tevergeefs probeerde hij, de militaire oefenterreinen van de heide weg te krijgen. Omstreden bebossingsplannen wist hij voor een deel tegen te houden. Toepfers eigen visie was om grote heidevlaktes te realiseren, die begraasd werden door Heidschnucken-schapen (waarvan hij zelf een grote kudde bezat). Ook was hij voorstander van vrij uitgebreide recreatiemogelijkheden voor toeristen, die de vuile stadslucht moesten kunnen ontvluchten. Dit kwam echter de biodiversiteit niet ten goede. De heide werd in zijn tijd getroffen door drie plagen:  eerst de storm van 13 november 1972, die  tienduizenden dennenbomen deed omwaaien, vervolgens in augustus 1975 een zeer grote natuurbrand, waarbij 7 doden vielen en 13.000 hectare natuurterrein afbrandde, en in 1980 een extreme wildgroei van de grassoort bochtige smele. Na 1990 werd het beheer van het gebied steeds meer aangepast aan moderne opvattingen over natuur- en landschapsbehoud. Het in 1994, op de Truppenübungsplätze van Munster (Nedersaksen) na, grotendeels ontruimde militaire oefenterrein is ook weer omgezet in een heidelandschap.

## De Lüneburger Heide in de cultuur
De culturele belangstelling voor de Lüneburger Heide begon in 1794, toen Jens Immanuel Baggesen, een Deense dichter, een voettocht door het gebied ondernam en er in zijn boek Labyrinth over schreef. De romantiek was een periode, waarin veel kunstenaars de natuur opzochten; vanaf het midden van de 19e eeuw begon men de Lüneburger Heide te "ontdekken" als onderwerp voor artistiek werk. Ook Friedrich Hebbel schreef erover in 1844. Talrijke schrijvers en kunstschilders beschreven de schoonheid van de heide, vooral tijdens het bloeiseizoen (augustus-september).  Belangrijke Duitse heideschilders waren Eugen Bracht (1842-1921) en Arnold Lyongrün, een vertegenwoordiger van de jugendstil, (1871-1935). De politiek omstreden schrijver Hermann Löns (1866–1914), die enige tijd in een  jachthuisje bij Westenholz woonde, wordt beschouwd als belangrijkste heidedichter. Hij verwerkte het heidelandschap in zijn werk. Zijn verdienste is dat hij zich inzette om de Lüneburger Heide tot het eerste natuurreservaat van Duitsland te laten worden. In 1934 werd hij in het Tietlinger jeneverbesbos bij Walsrode begraven. Veel Duitse Heimatfilms van tussen 1923 en 1979 spelen zich in dit traditierijke gebied af.

## Hoogte
De hoogste 'berg' van de Lüneburger Heide is de Wilseder Berg, bij Bispingen met een hoogte van 169,2 meter boven Normalnull (NN). Hierlangs loopt de waterscheiding tussen de stroomgebieden van de Weser en de Elbe. Hoger dan 100 meter zijn bovendien:
- Bolterberg (160,2 m), op minder dan 2 km van de Wilseder Berg vandaan
- Stattberg (145 m)
- Ahrberg (145 m)
- Hoher Mechtin, in de Drawehn (142 m)
- Pampower Berg (140 m)
- Turmberg (135m)
- Lüßberg (130 m); deze heuvel ligt in het fraaie Lüßwald, een 7500 ha groot gemengd bos (natuurreservaat)
- Hingstberg (126 m)
- Höpenberg bij Schneverdingen (120 m)
- Hausselberg (118 m)
- Mützenberg (115 m)
- Tellmer Berg (113 m)
- Schiffberg (107 m)
- Hummelsberg (106 m)
- Hengstberg (105 m)
- Drullberg en Thonhopsberg (beide 104 m)
- Kruckberg en Wietzer Berg (beide 102 m)

## Belangrijke plaatsen
- Bad Fallingbostel
- Bispingen, een gemeente waarin veel toeristisch belangrijke dorpen liggen
- Buchholz in der Nordheide
- Celle
- Gifhorn
- Lüneburg
- Soltau
- Uelzen (niet te verwarren met Uelsen, een dorp vlak bij de Nederlandse grens ter hoogte van Hardenberg)
- Undeloh
- Walsrode (met Vogelpark Walsrode)

## Verkeer
Door de Lüneburger Heide lopen de Autobahnen A7, A27 en A39 alsmede verscheidene Bundesstraßen (B3, B71, B440 en andere).

## Toerisme

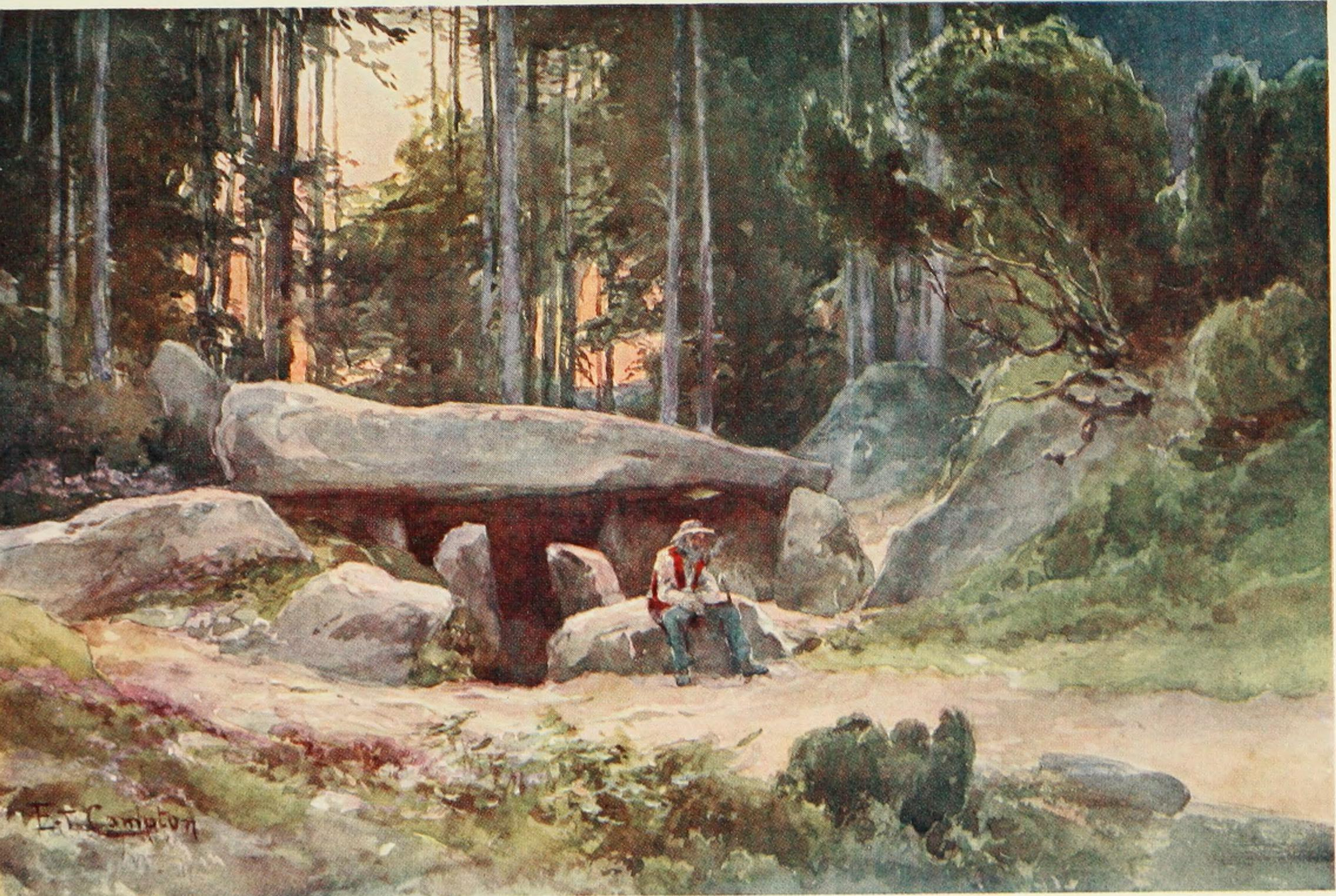
Afbeelding van een hunebed op de Lüneburger Heide, 1912

In het zuiden van de Lüneburger Heide bevindt zich het  (Naturpark) Natuurbeschermingspark Südheide. In het noordwesten ervan ligt het Natuurbeschermingspark Lüneburger Heide. Het park heeft – vooral in de weekeinden – grote aantrekkingskracht op de inwoners van de grote steden in de omgeving zoals Bremen, Hamburg en Hannover, maar ook voor toeristen uit verdere oorden is het een geliefde landstreek voor ontspanning.

## Dialect
In de landelijke delen van het gebied wordt een soort platduits gesproken, dat Heidjerisch genoemd wordt naar de bewoners van de Lüneburger Heide, de "Heidjer".

## Oefenterrein

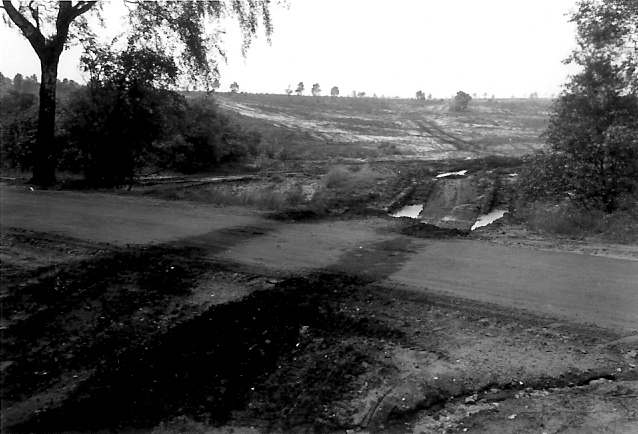
Sporen van zwaar militair verkeer

Vanaf de jaren vijftig van de 20e eeuw tot heden wordt het gebied veel gebruikt als militair oefenterrein door het Nederlandse leger. Hiervoor was het al een oefenterrein van het Duitse leger. Het groot materieel, wordt vanuit Nederland per trein regelmatig van en naar het terrein getransporteerd.

## Trivia
- Op de Lüneburger Heide ligt Heinrich Himmler begraven. Himmler was de op een na machtigste man van het Derde Rijk. De exacte locatie van het graf is geheim.